# موستک (ناحیه وستی ناد اورلیتسی)
موستک (به چکی: Mostek) یک منطقهٔ مسکونی در جمهوری چک است که در ناحیه اوستی ناد اورلیتسی واقع شده‌است. موستک ۴٫۶۸ کیلومتر مربع مساحت و ۲۳۷ نفر جمعیت دارد و ۳۶۴ متر بالاتر از سطح دریا واقع شده‌است.